# Гюббенет, Виктор Борисович
Виктор Борисович Гюббенет (1862 — не ранее 1938) — русский военно-медицинский деятель, тайный советник.

## Биография
Из потомственных дворян Киевской губернии. Сын киевского полицеймейстера, тайного советника Бориса Яковлевича Гюббенета. Сестра — актриса Лидия Яворская (Барятинская).
Среднее образование получил в Киевской 1-й гимназии, которую окончил в 1881 году и поступил на медицинский факультет Университета св. Владимира. Получив звание лекаря в 1886 году, переехал в Санкт-Петербург для усовершенствования в хирургии.
В 1888 году поступил на службу ассистентом в Клинический институт великой княгини Елены Павловны, где занимался бактериологией и хирургией. В 1890 году был командирован за границу. В 1891 году защитил диссертацию «К вопросу о бугорчатке лимфатических желез» (СПб., 1891) на степень доктора медицины и перешел на службу в Николаевский военный госпиталь, где последовательно занимал должности младшего ординатора, старшего ординатора и, наконец, консультанта хирургического отделения.
С началом русско-японской войны был назначен корпусным хирургом 3-го Сибирского армейского корпуса, был главным хирургом в Порт-Артуре, где руководил работой госпиталей в течение всей осады. Был награждён орденами Св. Станислава 2-й степени с мечами и Св. Владимира 3-й степени с мечами, а также чином действительного статского советника (6 ноября 1905).
В 1906 году был командирован Военным министерством, в качестве делегата, на международный конгресс в Женеву, для пересмотра Женевской конвенции, а в 1907 году Главным управлением Общества Красного Креста — на международный конгресс Красного Креста в Лондоне, для устройства русского отдела выставки, на которой были собраны экспонаты, имевшие отношение к уходу за больными и ранеными во время войны.
6 ноября 1907 года назначен консультантом Николаевского военного госпиталя. В 1910 году был назначен совещательным членом военно-санитарного ученого комитета, с оставлением в должности консультанта в госпитале. 19 февраля 1912 года назначен непременным членом военно-санитарного ученого комитета. Публиковался в медицинских журналах, в 1910 году напечатал обширный труд под заглавием «В осажденном Порт-Артуре. Очерки военно-санитарного дела и заметки по полевой хирургии». Также принимал участие в благотворительных обществах. С 1896 года состоял консультантом по хирургии в лечебнице Императорского Человеколюбивого общества, в 1901—1904 годах был управляющим лечебницей того же общества, а с 1905 года состоял членом его медико-филантропического комитета. Кроме того, состоял преподавателем хирургии на курсах для братьев милосердия при Красном Кресте.
В Первую мировую войну был начальником военно-санитарной части Западного фронта, произведен в тайные советники 28 декабря 1914 года.
В Гражданскую войну участвовал в Белом движении на Юге России, с 19 февраля 1919 года состоял в резерве чинов при штабе Главнокомандующего ВСЮР. В эмиграции в Англии. 29 мая 1938 года отмечал 50-летие служебной и врачебной деятельности, в связи с чем получил адресы и приветствия от Союза инвалидов, Академической группы, Русской колонии в Лондоне, Общества русских врачей в Лондоне и других эмигрантских организаций. Дальнейшая судьба неизвестна.

## Награды
- Орден Святой Анны 3-й ст. (1901)
- Высочайшее благоволение (1903)
- Орден Святого Станислава 2-й ст. с мечами (1904)
- Орден Святого Владимира 3-й ст. с мечами (1905)
- Высочайшее благоволение (1905)
- Высочайшее благоволение (1912)
- Орден Святого Станислава 1-й ст. (ВП 6.12.1913)